# Kapela, Stanjevci
Vaška kapela v Stanjevcih je bila zgrajena leta 1923. 16. septembra 1923 sta jo blagoslovila petrovski duhovnik Štefan Godina in puconski duhovnik Adam Luthar.
Za to kapelo so domačini po prvi svetovni vojni opeko izdelali kar doma. Kmetje so darovali les za ostrešje. Zbrali so tudi denar, od katerega so jim veliko prispevali izseljenci iz Amerike. Izplačali so tudi vsakega delavca in mojstra.
Vojna in vremenske razmere so uničile stanjevski leseni zvonik, tako kot številne druge podobne zvonike na Goričkem. 

## Obnova
Po 82 letih so se domačini ponovno odločili prenoviti kapelo, ki jo je zob časa že močno načel. S prostovoljnim delom in ob pomoči Občine Gornji Petrovci so jo v letu 2005 prenovili in jo predali svojemu namenu 29. maja 2005.
Razen celotne obnove zunanjosti in notranjosti, so bila zamenjana tudi dotrajana okna in vrata ter
urejena tudi okolica kapele. Namestili so tudi električno vodene zvonove.
Sedanjo blagoslovitev obnovljene kapele sta v »ekumenskem duhu« opravila domača duhovnica 
Jana Kerčmar in rimokatoliški župnik Dejan Horvat.